# Alois Schloder
Alois Schloder (ur. 11 sierpnia 1947 w Landshut) – niemiecki hokeista grający na pozycji napastnika (prawoskrzydłowego), reprezentant kraju, olimpijczyk, ekspert telewizyjny.

## Kariera
Alois Schloder w młodości grał w piłkę nożną, jednak w wieku 11 lat zaczął naśladować swojego starszego brata, Kurta (1943–2018), który był hokeistą. Karierę sportową rozpoczął w 1960 roku w juniorach EV Landshut, a ponieważ jeszcze nie potrafił dobrze jeździć na łyżwach, grał na pozycji bramkarza, jednak wolał zdobywać gole, w związku z czym pilnie ćwiczył jazdę na łyżwach i wkrótce przeniósł się na pozycję prawoskrzydłowego. Jeszcze w trakcie sezonu 1962/1963 wraz z Heinzem Zerresem dostał się do profesjonalnej drużyny klubu, której zawodnikiem był również brat Kurt, z którym awansował do Bundesligi.
Zdobył z klubem czterokrotnie mistrzostwo (1970, 1977, 1979, 1983) oraz trzykrotnie wicemistrzostwo Niemiec (1974, 1976, 1984), czterokrotnie zajął 3. miejsce w Bundeslidze (1967, 1968, 1973, 1977) oraz triumfował w Pucharze Niemiec 1968/1969 po wygranej rywalizacji w finale z SC Riessersee (2:1, 5:5). Był także w sezonie 1971/1972 królem strzelców (27 goli) oraz najlepszym punktującym (49 punktów) Bundesligi oraz w sezonie 1976/1977 został wybrany do Drużyny Gwiazd Bundesligi. Pierwszy pożegnalny mecz Schlodera miał miejsce 21 marca 1986 roku w Landshut z udziałem 7 000 widzów, a numer 15, z którym Schloder grał w klubie, został zastrzeżony. Łącznie w EV Landshut rozegrał 1085 meczów, w których zdobył 631 goli.
Wiosną 1989 wznowił karierę sportową, kiedy wraz z klubowym kolegą, Klausem Auhuberem został zawodnikiem występującego w Oberlidze EHC Hamburg, którego wówczas trenerem był przyjaciel Schlodera z dzieciństwa, Heinz Zerres, z którym awansował do 2. Bundesligi.
Łącznie w Bundeslidze, w fazie zasadniczej rozegrał 775 meczów, w których zdobył 933 punkty (488 goli, 445 asyst) oraz spędził 760 minut na ławce kar, natomiast w fazie play-off rozegrał 28 meczów, w których zdobył 22 punkty (10 goli, 12 asyst) oraz spędził 22 minuty na ławce kar, natomiast w Oberlidze rozegrał 11 meczów, w których zdobył 17 punktów (4 gole, 13 asyst) oraz spędził 10 minut na ławce kar.

## Kariera reprezentacyjna
Alois Schloder w latach 1966–1978 w reprezentacji RFN rozegrał 207 meczów, w których zdobył 165 punktów (88 goli, 77 asyst) oraz spędził 174 minuty na ławce kar, a w latach 1971–1978 był jej kapitanem. Trzykrotnie uczestniczył na zimowych igrzyskach olimpijskich (1968, 1972, 1976). Na turnieju olimpijskim 1976 w Innsbrucku z reprezentacją RFN pod wodzą selekcjonera Xavera Unsinna zdobył pierwszy od 44 lat medal olimpijski – brązowy medal. W październiku tego samego roku za ten sukces wraz z innymi wraz z kolegami z reprezentacji RFN otrzymał z rąk ówczesnego kanclerza Niemiec, Helmuta Schmidta Srebrny Liść Laurowy.
Ponadto 12-krotnie uczestniczył w mistrzostwach świata (1966 – awans do Grupy A, 1967 – spadek do Grupy B, 1969, 1970, 1971, 1972, 1973 – spadek do Grupy B, 1974, 1975 – awans do Grupy A, 1976, 1977, 1978).
Z reprezentacji RFN odszedł po mistrzostwach świata 1978 w Pradze w wyniku nieporozumień z selekcjonerem Hansem Rampfem.

### Afera dopingowa
Alois Schloder stał się „ofiarą dopingu” podczas turnieju olimpijskiego 1972 w Sapporo, gdyż ówczesny lekarz reprezentacji RFN przepisał mu zakazany preparat zawierający efedrynę RR+ z powodu jego niskiego ciśnienia krwi, a te pigułki były na olimpijskiej liście zakazanych środków dopingujących. Po uniewinnieniu zawodnika kilka tygodni później, półroczna dyskwalifikacja nałożona przez IIHF została zniesiona, w związku z czym Schloder w kwietniu 1972 roku wrócił do reprezentacji RFN na mistrzostwa świata 1972 w Pradze.
W listopadzie 2016 roku za pośrednictwem strony internetowej MKOl-u (Międzynarodowy Komitet Olimpijski) został w pełni zrehabilitowany. Chociaż został w pełni zrehabilitowany po turnieju olimpijskim 1972 w Sapporo, MKOl w dalszym ciągu publikował tę sprawę na swoim portalu bez ujawniania faktów.

## Sukcesy

### Zawodnicze
EV Landshut
- Mistrzostwo Niemiec: 1970, 1977, 1979, 1983
- Wicemistrzostwo Niemiec: 1974, 1976, 1984
- 3. miejsce w Bundeslidze: 1967, 1968, 1973, 1977
- Puchar Niemiec: 1969
- Awans do Bundesligi: 1963

Reprezentacyjne
- Brązowy medal zimowych igrzysk olimpijskich: 1976
- Awans do Grupy A mistrzostw świata: 1966, 1975

### Indywidualne
- Król strzelców Bundesligi: 1972 (27 goli)
- Najlepszy punktujący Bundesligi: 1972 (49 punktów)
- Drużyna Gwiazd Bundesligi: 1977
- Drużyna Gwiazd Stulecia w Niemczech: 2000 (jako prawoskrzydłowy)
- Bawarska Nagroda Sportowa w kategorii Wyczynowi Sportowcy Plus: 2012
- Członek Galerii Sław Niemieckiego Hokeja na Lodzie: 2001
- Członek Galerii Sławy IIHF: 2005

### Odznaczenia
- Srebrny Liść Laurowy: 1976

## Po zakończeniu kariery

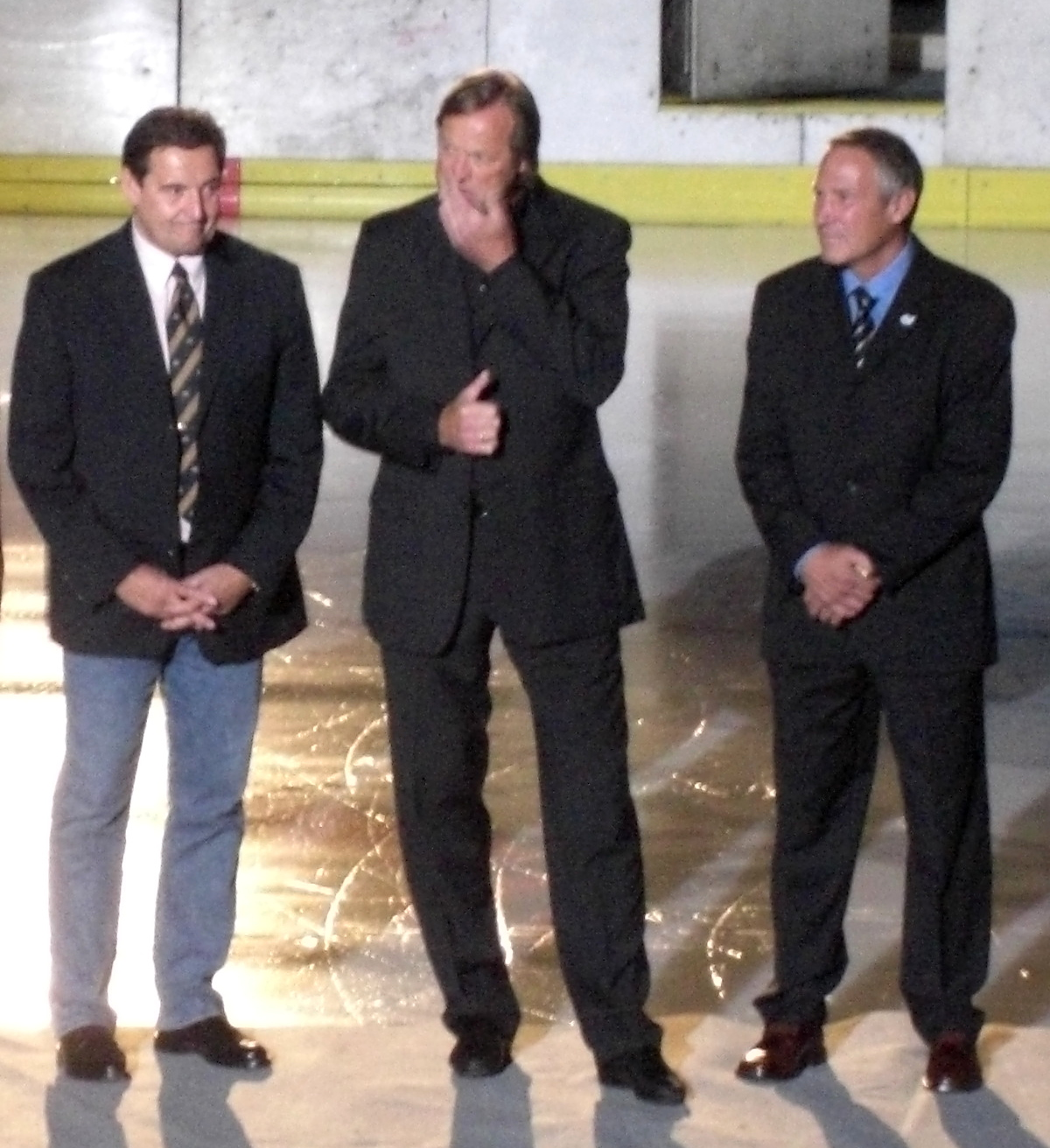
Alois Schloder (z prawej) z Klausem Auhuberem i Erichem Kühnhacklem, 2010 rok.

Alois Schloder jeszcze w trakcie kariery sportowej udzielał się jako ekspert telewizyjny. Podczas mistrzostw świata 1983 w Dortmundzie i Monachium był ekspertem dla stacji ZDF. Po zakończeniu kariery sportowej był ekspertem podczas transmisji meczów Bundesligi: w latach 1988–1990 dla stacji Sat.1, a w latach 1991–1997 dla stacji Premiere (od 1998 roku Sky Deutschland), a także turniejów olimpijskich 1988, 1998, 2002 oraz 2006 dla stacji ZDF.
W okresie od 1974 roku do przejścia na emeryturę w czerwcu 2007 roku pracował w urzędzie miasta Landshut, gdzie kierował działem sportowym powstałym z inicjatywy ówczesnego burmistrza, Josefa Deimera (CSU).
W latach 1990–2001 był organizatorem tradycyjnej drużyny w DEB (Deutsche Eishockey-Bund), a dochód (ok. 100 000 marek niemieckich) został przekazany na cele charytatywne.
W 2000 roku został wybrany do Drużyny Gwiazd Stulecia w Niemczech jako najlepszy prawoskrzydłowy, a w 2001 roku został wprowadzony do Galerii Sław Niemieckiego Hokeja na Lodzie w Augsburgu.
W 2003 roku wraz z 43 innymi osobami wziął udział w inicjatywie pn. „Ambasador Dolnej Bawarii”, regionalnego projektu marketingowego w Dolnej Bawarii.
W 2005 roku został wprowadzony do Galerii Sławy IIHF w Toronto, a w 2012 roku Alois Schloder otrzymał Bawarską Nagrodę Sportową w kategorii Wyczynowi Sportowcy Plus.
25 kwietnia 2018 roku z okazji 70. rocznicy powstania EV Landshut wraz z Helmutem Stixem opublikował 900-stronicową kronikę pt. „The Ice Hockey Chronicle”, obejmującą całą historię hokej na lodzie w Landshut od lat międzywojennych do sezonu 2016/2017 oraz kompleksowy przegląd zawodników, trenerów, wyników, tabel i doniesień medialnych o EV Landshut z ponad 1600 ilustracjami.

## Życie prywatne
Wnuki Aloisa Schlodera, Bastian (ur. 1992) i Lukas Krämmerowie (ur. 1994) również są hokeistami.